# Latexkläder

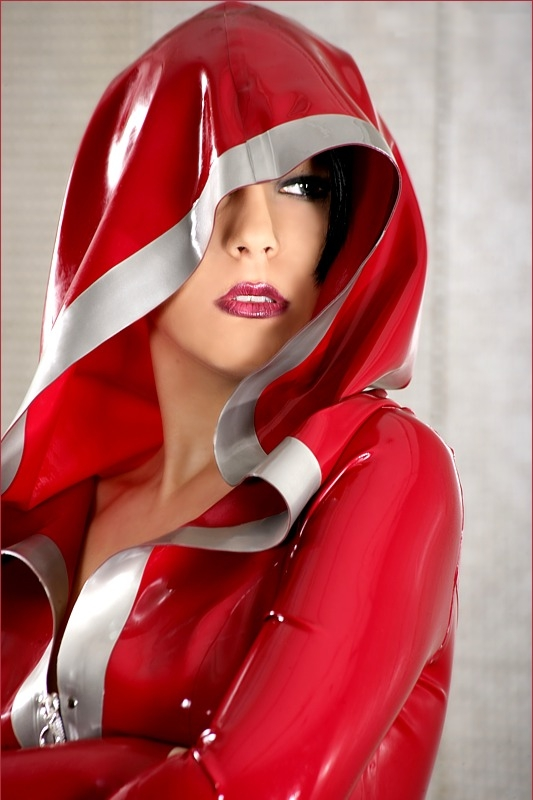
Latexutstyrslar finns i många olika utföranden

Latexkläder är kläder tillverkade av latex. 

## Användningsområden
Latex kan användas i många, om inte alla typer av kläder. Det är vanligt förekommande i skyddskläder, och även  skyddsmasker och skyddshandskar, och inom sjukvården och laboratoriemiljöer.
Latexkläder används dessutom ofta i fetischsammanhang. Det är vanligt att latex förväxlas med lack (PVC), läder och i viss mån även lycra. Trots att materialens olika egenskaper är lätta att särskilja kan de för den ovane ändå vara förvillande lika. Materialen förväxlas därför då och då i mediasammanhang och ibland även i klädesaffärer. Vanligast är att blanda ihop latex och lack, då dessa båda är blanka material.
Tidigare har latexkläder dessutom använts som en bantningsmetod. Dess effektivitet kan dock på goda grunder ifrågasättas .

## Allmänt om latexkläder
På senare års ökning av intresset för latexkläder har tillverkare av råvaran latex utöka antalet färger kraftigt. Svart, vitt, transparent, rött, blått, militärgrön är de klart vanligaste förekommande färgerna. Men även neonliknande färger, lila, grått, silver, koppar, guld, halvtransparenta färger, rosa, gul, ljusröd bara för att nämna några. 
Vanligen ser man latexkläder i svart. Latex är i grunden ofärgad, dvs transparent. Som transparent har den en naturlig mjölkvit/gulaktig färg, jämförbar med en ofärgad kondom. På kroppen syns allt på huden igenom. 
Materialets kanske mest framträdande egenskaper är dess elasticitet.
Latexkläder skräddarsys ofta med en levande mans hand. När latexkläder massproduceras är det ofta för komplicerade plagg såsom för fingrar eller när detaljer ska finnas med. Till exempel specialformade huvor som till exempel med kattöron.

## Typer av latexkläder

### Gjutna plagg
Gjutna plagg skapas genom att en keramisk form doppas ned i flytande latexmassa. Det skapar ett lager mellan cirka 0,05 - 0,1 mm. För att få den önskade tjockleken på plagget kan formen behöva doppas flera gånger. Handskar, strumpor och till viss mån även kondomer görs ofta på detta sätt.
| Fördelar: - Billig framställning - Inga eller mindre synliga skarvar | Nackdelar: - Varierande tjocklek (och därmed olika elastiska förmågor) - Måttgjorda plagg är inte möjliga |

### Vulkade plagg
Vulkade plagg är skapade från färdig latexduk. Tillverkningen görs genom att två latexstycken vulkaniseras ihop. Priset är ofta betydligt högre för vulkade än för de gjutna plaggen. Latexens hållbarhet - och därmed varaktighet - överträffar däremot väsentligt den gjutna latexen. Dessa typer av plagg brukar därför framhållas som mer prisvärda.
| Fördelar: - Jämn tjocklek och därmed jämn elasticitet - Kläderna kan modifieras av tillverkaren till kundens storlek | Nackdelar: - Ofta mycket dyrare än gjutna plagg |

### Sydda plagg
Precis som vulkade plagg görs dessa även från redan tillverkad latexduk. Dessa sys ihop med tråd.
| Fördelar: - Jämn tjocklek och därmed jämnare elasticitet än gjutna kläder - Kläderna kan modifieras av tillverkaren till kundens storlek | Nackdelar: - Denna tillverkningsform försämrar elasticiteten på latexen vid sömmarna - Hålen som skapas av synålen gör plagget skörare i sömmarna |

## Latexkläders egenskaper

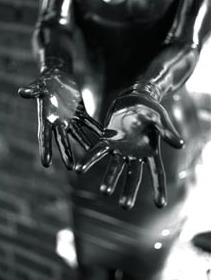
Lufttätt material

Latex som material har egenskaper som skiljer sig markant från många andra material. Det gör att användning och hantering av latexkläder blir annorlunda jämfört med exempelvis bomullskläder.

### Lufttät
Eftersom luft inte passerar genom latexens fibrer gör det att ta på sig kläder med ingångshål. Saknas utgångshål kan luften fastna inne i plagget - i synnerhet gällande strumpor, handskar och ibland även huvor. Den vana latexbäraren brukar därför rulla på sig plagget ungefär som en kondom varefter den kvarvarande luften pressas ut genom ingångshålet.
Lufttätheten använder vissa latexdesigners medvetet. Genom att suga ut luften mellan kroppen och latexen kan plagget ge en än mer kroppsnära upplevelse då materialet i dessa fall upprätthåller ett vakuum (således kallas dessa populärt vakuumkläder). Motsatsen, kallad balloon, uppstår genom att luft blåses in mellan två latexlager. Denna ballongliknande effekt kan beroende på utformande expandera ett helt plagg (som en catsuit) eller endast delar av det (som en latexhuva).

### Elastiskt
Latex är ett elastiskt material. Kläder gjorda av latex kan få en mycket kroppsnära passform. Latexanvändare kallar det ofta för en andra hud då den i en perfekt passform beter sig mycket likt bärarens egna hud. För att uppnå effekten fullt ut bör plagget emellertid vara måttsytt efter bärarens former. Vanligast förknippas latexkläder med denna kroppsnära design som för fram kroppens egna former, men förekommande också i luftigare form. Till exempel kappor, jackor, rockar samt överdragskläder. Här är inte de elastiska egenskaperna de primära.
Även om latex är elastisk, kan materialet missformas av att vara för utsträckt. Det sträcks inte nämnvärt av att användas, varken under längre eller kortare tid, dock kan ett område bli permanent missformat om det utsätts för en extrem stretch. . Särskild risk för detta finns just när man tar av och på ett plagg. En längre tids användande av samma plagg av samma person rapporteras ge en "insutten" passform, likt fötter och "ingådda" skor.

### Behåller inte värmen
I motsats till bomullstyger, där värmen passerar genom materialet som fukt/svett, stannar fukten kvar i latexkläder och rinner så småningom nedåt. Dock blir man inte helt automatiskt svettig eller kall/varm av latexkläder. Värmen och fukten kommer av att göra något som värmer kroppen, men är också högst individuellt. Det går att ha latexkläder i många timmar och ändå ha fullt med torrt talk kvar innanför då det tas av. Latex håller inte kroppsvärmen i nämnvärd utsträckning. Latexet får ungefär den temperatur som omgivningen har och gör latexkläder till ett dåligt materialval i kylslagna eller varma miljöer.

### Känsligt material
Latex har lätt att gå sönder vid felaktig hantering. Latex bryts ned av  oljor och fetter, dock ej att förväxla med silikonbaserade oljor såsom särskild polish för latex. Detta innefattar vissa kroppsutsöndringar som exempelvis svett. Cigaretter, ljuslågor och vassa naglar är även de problematiska. Mindre hål är generellt sett lättare att reparera medan skrubbmärken ofta är permanenta. Skrubbskador kan poleras för att bli mindre synliga, men består permanent. Samma gäller särskilt på knän och armbågar där uppstår slitage som visar sig i form av blekare färg. Småhål däremot leder snabbt till riktiga revor om de inte åtgärdas.
Solljus och ultraviolett strålning torkar ut och åldrar latex och gör det skörare med tiden. Vid extrema solljusskador löser fibrerna upp sig. Det går trots det använda latexkläder ute i solen om de först prepareras med en skyddande yta av silikonlösning. Eftersom latex är ljuskänsligt förvaras plaggen någonstans där det är mörkt av dess användare. Det kan vara att plagget hänger i skugga eller ligger i en låda till exempel. 
Ljusa färger, framförallt vitt, missfärgas lätt av koppar och koppar legeringar som finns i exempelvis mynt, nycklar och metallstolar. Missfärgningen är permanent och kan inte åtgärdas. Latexkläder som har några former av genomskinliga missfärgningar har troligen fått ett stänk av limrester från tillverkningen och kan eventuellt ses som ett skönhetsfel. Dock bättre att låta det vara än att försöka ta bort det själv, vilket riskerar att förstöra ytan på det området.

### Rengöring och långvarig förvaring
Precis som många andra exklusivare material ska latexkläder handtvättas. Vid tvätt av latexkläder är det svett och skräp som ska bort. Ljummet vatten tvättar av det mesta. När det fastnat mycket skräp eller man har mycket silikonkladd som ska bort och poleras om på nytt, hjälper en mild flytande handtvål. Använd aldrig något att skrubba med.
Latexkläder förvaras bäst i ett mörkt och svalt (dvs ej över normal rumstemperatur) område. En garderob duger bra. Vill man undvika att gummilukten smittar av sig på övriga kläder, är det bra att ha en separat garderob eller en lufttät påse. Latexkläder deformeras inte av att till exempel hänga på en galge över tid. Med rätt hantering är latexprylar och latexkläder ett plagg som håller många år. Antagligen längre än många av de vanligare kläder man äger och använder.
Latex har i grunden en matt yta. För att göra ytan blank används silikonlösning som säljs där det säljs latexkläder samt även på affärer som säljer tillbehör för rengöring och tvätt av bilinteriör (ej att förväxla med rengöringsmedel för bilens exteriör).

## Brukare
Eftersom latex är av helt vegetariskt ursprung, i motsats till läder (vilket annars är det vanligaste materialet på bland annat amerikanska fetischscenen), fungerar det som vegetarian- och vegankläder i fetischklubbsammanhang.
Förutom i fetischsammanhang kan även latexkläder finnas som accessoar bland vissa medlemmar av diverse musiksubkulturer. Bland dessa subkulturer kan Goth nämnas.

## Latex i populärkultur
Sedan slutet av 1990-talet har latexkläder börjat förekomma oftare i populärkultur.

### Latexklädda i spelfilm
- Catwoman (spelad av Michelle Pfeiffer i filmen Batman - Återkomsten) ses ofta i sin latexkostym. Den kommande fanfilmen Catwoman: CopyCat har kläder helt i latex.
- En av "änglarna" i Charlies änglar - Utan hämningar bär i början av filmen en silverfärgad catsuit när hon skär bort en bit fönsterglas.
- Första filmen av Charlie's Angels har en av fiendetjejerna i slutet på filmen en nästan kroppstäckande catsuit.
- Arbetarna i saltfabriken i filmen Kalle och chokladfabriken bar arbetskläder i latex.
- Huvudrollsinnehavaren, Cheung (Spelad av Maggie Cheung ) i filmen Irma Vep bär en latexcatsuit i större delen av filmen.
- Black Widows 2001. Nästan helkroppstäckt latex i ett par scener mot slutet av filmen.
- Demonlover. Australiensisk film med tortyr och bdsm som tema, en del latex och annan bdsm-verksamhet. Samt en del "bakom kulisserna" om detta.
- I Mr. & Mrs. Smith bär Jane Smith (också spelad av Angelina Jolie) latex i en av scenerna.
- I filmen Bond-Goldfinger blir Jill Masterson (spelad av Shirley Eaton) mördad av ärkeskurken Auric Goldfinger genom att hela kroppen målades med guldlatex.
- Lilith Silver (spelad av Eileen Daly) i filmen Razor Blade Smile bär latexkläder i större delen av filmen
- Lova (spelad av Eva Röse) i filmen Storm bär i en kort scen latexmask och en bodysuit i latex.
- I Spawn bär Melinda Clarke en latexdräkt i början av filmen.
- Persephone från The Matrix Reloaded och The Matrix Revolutions bär kjol och top i vit latex.
- På omslaget till Lara Croft Tomb Raider: The Cradle of Life bär Lara Croft (spelad av Angelina Jolie) en catsuit i latex.
- Selene, lönnmördare och vampyr i filmen Underworld och dess uppföljare Underworld: Evolution (Spelad av Kate Beckinsale) bär en skinande catsuit i svart latex.
- Candy Von Dewd and the Girls from Latexploitia. I filmen finns flera bärare av designade latexkläder.
- Malin Åkerlund bär en svart och gul latexdräkt i filmen Watchmen (2009).

### Latexklädda artister i musikvideor
- Beyonce bär latexkläder från House of Harlot i videon Green Light.
- Christina Aguilera bär House of Harlots Sailor Top med shorts i videon Candyman.
- Cradle of Filth har latexklädda personer i From the Cradle to Enslaved.
- Doro bär vad som ser ut som en catsuit i latex i videon White Wedding.
- E-type har en dansare i videon Prince of Egypt som bär latex.
- Girls Aloud bär latexcatsuits från brittiska Libidex i videon Sexy! No, No, No....
- I INXS video till The Strangest Party bär bandmedlemmarna och statister latex.
- Janet Jackson bär en latexklänning i videon till What's it gonna be?!
- Johan Edlund, sångare i Tiamat bär en huvtröja i videon till Cain.
- Liberty X bär latexkläder i musikvideon till låten Just A Little.
- Lustans Lakejer har statister iklädda latex i videon Vackra Djur Gör Fula Saker.
- September i musikvideon Cry for you.
- Sugababes bär latexkläder av okänt märke i musikvideon till låten Easy.
- U96 videor Club Bizarre och Love Religion har statister och även bandmedlemmar som bär latexkläder.
- Victoria Beckham bär latexbyxor i videorna till Not Such An Innocent Girl och Out Of Your Mind